# Diplom (aktstykke)
 For alternative betydninger, se Diplom. (Se også artikler, som begynder med Diplom)
Diplom (af græsk diploma, noget sammenfoldet, af diploos, dobbelt) var oprindelig et af to små sammenlagte tavler bestående skriftstykke. Betegnelsen brugtes hos romerne i republikkens sidste tid og under hele kejserdømmet om de af kejseren selv eller højere statsembedsmænd udfærdigede skrivelser, hvorved der tilstededes enkelte personer fordele og begunstigelser; særlig betød det anbefalingsskrivelser for kurérer og andre, der rejste i offentligt ærinde.
I middelalderen forsvandt ordet, og i stedet brugtes charta, pagina, literæ eller epistola. Først i slutningen af 1600-tallet indførte Jean Mabillon det igen med værket De re diplomatica (1681) i den videnskabelige sprogbrug som betegnelse for alle offentlige dokumenter fra middelalderen, og denne betydning har det til dels beholdt (i Tyskland bruges dog nu næsten altid i stedet det tyske Urkunde).